# Lupanje srca
Lupanje, preskakanje ili aritmija srca je nenormalni srčani ritam, koji obično uključuje nepravilnosti u frekvenciji i redosledu što se može jasno videti na EKG-u. Sve aritmije, a pogotovo one hronične mogu biti opasne. Nepravilnim radom srce ne obavlja svoju funkciju zadovoljavajuće, što šteti organizmu, a osim toga, srce se opterećuje, ugrožava samo sebe i može doći do razvoja ozbiljnijeg oštećenja srčanog mišića. Hronična aritmija može vremenom značajno oštetiti i oslabiti srčani mišić i dovesti do srčane insuficijencije.

## Naziv
Naziv aritmija nije pravilan jer doslovno prevedeno znači „bez ritma" - pa zato umesto reči „aritmija" podesniji bi bio naziv „disritmija". U praksi se on međutim ne koristi nego se umesto pravilnog koristi naziv aritmija.

## Etiologija
Aritmije nastaju zbog nenormalnog stvaranja ili provođenja impulsa. Mogu se javiti i kod normalnog zdravog srca - ektopički udarci, atrijske fibrilacije, pa se tako ventrikularne i supraventrikularne aritmije mogu se javiti i kod potpuno zdravih ljudi.
Aritmije mogu uzrokovati psihološki uzroci, bolest, operativni zahvat ili neki lekovi.
Aritmija može biti:

### Tahikardija
Tahikardni poremećaj srca, izazvan je ubrzanim radom srca, obično iznad 100 otkucaja u minuti. Mehanizam je zasnovan na fokalnim impulsima ili reentry fenomenu. Fokalni impulsi nastali usled smetnji u stvaranju električnih impulsa u srcu, posledica su:
Povećani automatizam: nadražljivost u SA čvoru ili Purkinjeovim vlaknima je pojačana.
Abnormalni automatizam: U pretkomorskim ili komorskim strukturama koje nemaju osobinu “prirodnog pacemakera” nastaje spontani nadražaj.·
Triger aktivnost: kao ishod patološkog naknadnog potencijala. Triger aktivnost uvek predhodi (npr aritmije u okviru hipokalijemije, hiperkalijemije, usled postojanja bradikardije, zatim kod intoksikacije digitalisom itd).
Fokalni impulsi nastali usled smetnji u provođenju električnih impulsa u srcu: „Reentry“ (kružna nadražljivost): Impuls je u jednom smeru blokiran, a u drugom smeru nastavlja da se sprovodi. Nadražaj nastaje ponovo nakon oporavka prvobitnog blokiranog sprovodnog puta (manjak podražljivosti) i time se kružni nadražaj zatvara.

### Bradikardija
Bradikardni poremećaj srca, izazvan je usporenjem rada srca koja počinje kada se brzina rada srca smanji ispod 60 otkucaja u minuti. Bradiaritmija se normalno pojavljuje tokom sna. Uzroci bradikardije mogu biti srčanog i nesrčanog porekla.
Nesrčani uzoci: kao posledica uzimanje nekih lekova; poremećaji elektrolita (hipokalijemija), poremećaji funkcije endokrinih žlezda (smanjena funkcija štitaste žlezde); snižena telesna temperatura; prevaga parasimpatičkog nervnog sistema; neurološki poremećaji; dugotrajno ležanje.
Uzroci od strane srca: uzrokovani koronarnom bolesti srca, srčanim manama, degenerativnim primarnim električnim poremećajima. Najčešći uzroci bradikardije srčanog porekla su: poremećaji koji nastaju u SA čvoru i u AV čvoru.

### Faktori rizika
Najčešća bolesna stanja koja uzrokuju aritmije su:
- akutni infarkt srca, kao najčešći uzrok u oko 80% pacijenata.[20]
- angina pektoris
- neko drugo oštećenje srčanog tkiva (odnosno bilo kakvo oštećenje srčanog tkiva ili promene u sastavu elektrolita srca mogu izazvati promenu srčanog ritma.)
- Hipertireoza, hipotireoza, hipoadrenalinizam,
- hiperkalijemija, hipokalijemija i drugi elektrolitski poremećaji koji pogoduju aritmiji.
- anestezija, u 25% slučajeva
- pacijenata koji uzimaju srčane glikozide, simpatolitike ili parasimpatomimetike mogu promeniti brzinu rada srca, bilo zbog neposrednog učinka na srčano tkivo, bilo preko nervnog sistema.
- brojni lekovi mogu izazvati aritmije, a takve, lekovima izazvane, aritmije mogu biti i po život opasne.

Aritmija može predstavljati gubitak normalne komunikacije između pretkomorskog provodnog sistema i komora. Zbog činjenice da su pretkomore električno izolovani od komora i povezani su samo AV snopom, pretkom,ore mogu ući u tahikardiju bez poremećaja rada komora.. Često se upotrebljavaju pojmovi ventrikularne i supraventrikularne aritmije. Ventrikularne aritmije potiču iz komora, a supraventrikularne iz dela srca iznad komora, bilo iz pretkomora ili AV čvora.

## Dijagnoza
Dijagnoza aritmija postavlja se:
- EKG monitoringom
- Dijagnostikom osnovnog kardijalnog, ili psihosomatskog oboljenja: vrsta bolesti, procena funkcije komora.
- Psihosomatske dijagnostike

## Terapija
Terapija aritmija zavisiće od tipa i težine osnovne bolesti, i ima za cilj:
- otklanjanje simptoma
- prevenciju komplikacija (tromboembolije, kardiomiopatije)
- prevenciju naprasne srčane smrti.

## Literatura
- Walraven, Gail (2005). Basic Arrhythmias (6. изд.). Prentice Hall. ISBN 978-0-13-117591-4.
- Atwood, Sandra; Stanton, Cheryl; Jenny Storey Davenport (2008). Introduction to Basic Cardiac Dysrhythmias (4. изд.). Mosby/JEMS. ISBN 978-0-323-05225-2.

## Spoljašnje veze
- Lupanje srca на веб-сајту  (језик: енглески)